# ФК Оренбург
ФК Оренбург (на руски: АНО Футбольный клуб Оренбург) е футболен клуб от град Оренбург, Русия.
Основан е през 1976 г. До 2016 г. носи името Газовик. През сезон 2016/17 участва в Руската Премиер лига.

## История
Клубът е основан през 1976 г. под името Газовик, когато заменя съществуващия оренбургски футболен клуб Локомотив, състезаващ се във втора дивизия от шампионата на СССР. През 1983 г., след седем сезона участие във втора дивизия, клубът изпада в аматьорските дивизии, където се състезава в продължение на още седем сезона. През 1990 г. се завръща във втора дивизия, но не постига никакви успехи в шампионата в следващите два сезона.
От 1992 г. тимът играе във Втора лига, където се задържа два сезона. Между 1994 и 1997 г. Газовик играе в Трета лига. След ликвидацията на тази дивизия Газовик е върнат във Втора.
В средата на 2000-те години започва възход в тима. Газовик започва усилено да се бори за промоция в Първа дивизия и завършва три пъти на второ място в своята зонална група – Урал-Поволжие (през 2006, 2007, 2008). Заветната цел е постигната през 2010 г., когато Газовик печели Урал-Поволжие и получава право да играе в по-горен ешелон.
След като руският футбол е реформиран и първенствата са по система есен-пролет, се създава ново второ ниво, наречено Футболна национална лига. Тимът от Оренбург се включва в първото му издание, но завършва на 16-о място и изпада.
Въпреки че Газовик не успява да се задържи във ФНЛ, треньорът Роберт Евдокимов е оставен начело на тима. Младият специалист успява да изгради боеспособен състав, който още на следващия сезон се завръща в Националната лига. Прогресът на тима си проличава, когато през сезон 2013/15 е завоювано 5-о място. През 2014/15 постижението е повторено, а в Купата на Русия Газовик достига 1/2 финал за първи път в историята си.
През сезон 2015/16 Газовик печели ФНЛ и влиза в Премиер лигата вече под името ФК Оренбург.

## Предишни имена
| Години      | Име        |
| ----------- | ---------- |
| 1976 – 2016 | „Газовик“  |
| 2016 –      | „Оренбург“ |

## Успехи
Русия
 Руска Премиер Лига
- 7-о място (2): 2018/19, 2022/23

 Купа на Русия
- 1/2 финалист (1): 2014/15

ФНЛ (2 ниво)
- Шампион (2): 2015/16, 2017/18

Втора дивизия (Урал-Поволжие) (3 ниво)
- Шампион (2): 2010, 2012/13

Купа на ФНЛ:
- Носител (1): 2016
- Финалист (1): 2010

 СССР
Втора лига на СССР
- 10-о място (1): 1977 (5 зона)

## Български футболисти
- Благой Георгиев: 2016/17 (30 мача - 7 гола)
- Матео Стаматов: 2021/23 (33 мача - 0 гола)